# 杉本笑
杉本 笑（すぎもと えみ、1969年10月15日 - ）は、日本の元AV女優。
出身地:山口県、身長:157cm 、スリーサイズ:B83・W58・H85。

## 作品

### アダルトビデオ
- 秋風に抱かれて（メディアステーション）
- 夢見るように抱かれたい（トラード）
- 性夜-サイレントナイト-（パピオン）
- くち当り絶ピン（ロコ）
- 夜のボディチェック（希宝舎）
- スペルマ全身愛撫（新東宝）
- 横浜絶頂館（芳友舎）